# 에히디오 아레발로
에히디오 아레발로 리오스(Egidio Arevalo Rios, 1982년 1월 1일~)는 우루과이의 축구 선수이다. 2010 FIFA 월드컵과 2011년 코파 아메리카에서 우루과이 국가대표로 활동하였다. 현재 소속팀은 과테말라 프리메라 디비시온 데 아센소의 사카치스파스에서 뛰고 있다.

## 수상

### 팀
페냐롤
- 우루과이 프리메라 디비시온 우승 : 2009-10

### 국가대표
- 2010년 FIFA 월드컵 4위
- 2011년 코파 아메리카 우승